# Tahitikakariki
De tahitikakariki (Cyanoramphus zealandicus) is een uitgestorven vogel uit de familie Psittaculidae (papegaaien van de Oude Wereld). Het was een endemische vogelsoort van Tahiti, (Frans-Polynesië). Zijn inheemse naam was simpelweg 'ā'ā ('papegaai') volgens Latham (1790) hoewel White (1887) 'aa-maha' geeft.

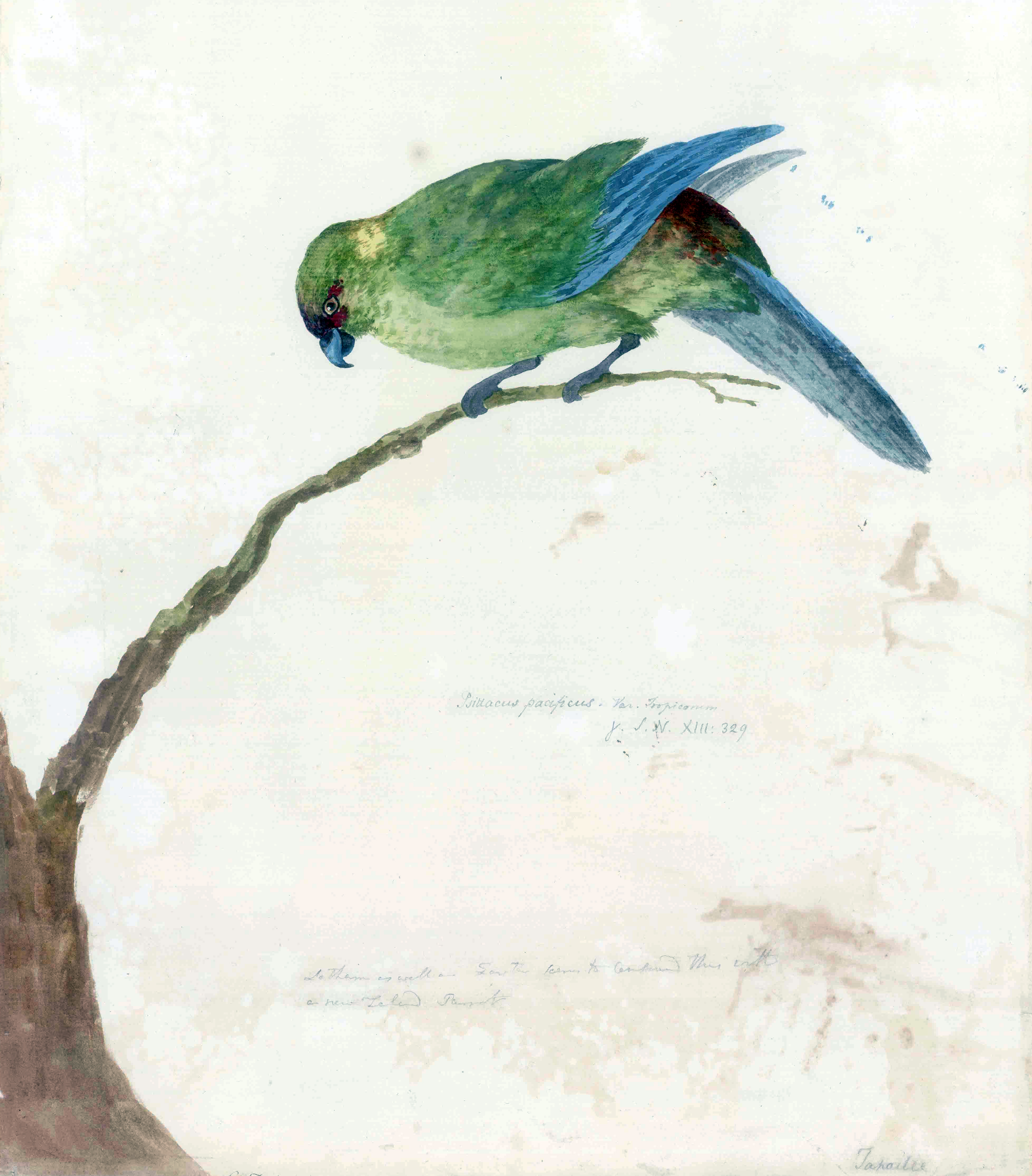
Aquarel gemaakt door George Forster tijdens de tweede reis van James Cook (1772-75).

De soort werd ontdekt op de eerste reis van James Cook in 1769, tijdens welke de twee exemplaren die nu in Liverpool zijn en het exemplaar in het Walter Rothschild Zoological Museum in Tring waarschijnlijk zijn verzameld. Twee exemplaren - een van die in Liverpool en het exemplaar in Tring - zijn mogelijk ook meegenomen op Cooks tweede reis, in 1773, maar het type werd geschilderd door Sydney Parkinson, die in 1771 overleed. Een ander exemplaar, verzameld door Amadis in 1842, bevindt zich in het museum van Perpignan. Het laatste bekende exemplaar werd in 1844 verzameld door luitenant des Marolles en bevindt zich nu in het Muséum national d'Histoire naturelle in Parijs.

## Uitsterven
Net als zijn familielid, de Raiateakakariki, leefde de soort in bosgebieden, maar zoals blijkt uit het verslag van Georg Forster uit 1773, konden ze zich in aantallen handhaven ondanks de wijdverspreide ontbossing voor landbouw en de aanwezigheid van de kleine Polynesische ratten en varkens, die ongetwijfeld af en toe op de eieren van de vogel aasden. De inboorlingen van Tahiti, die de veren van de rode papegaai voor hun handwerk het meest waardeerden, moesten deze verhandelen met de Samoanen, omdat de Tahitikakariki de gewenste veren niet in voldoende kwaliteit en hoeveelheid bezat. Ze hielden de soort echter graag als huisdier. Na de introductie van katten en Europese ratten stierf de soort snel uit dankzij deze roofdieren. Er bestaan van deze kakariki vijf specimens die in verschillende natuurhistorische musea worden bewaard. De laatste werd in 1844 verzameld.